# Ван Нес (эсминец, 1931)
Hr. Ms. Van Nes, бортовая литера VN (Его величества Ван Нес) — эсминец флота Нидерландов типа Ван Гален.
Заложен на верфи «Burgerhout’s Scheepswerf en Machinefabriek» в Роттердаме 15 августа 1928 года, спущен на воду 15 августа 1930 года, вступил в строй 12 марта 1931 года.
17 февраля 1942 года потоплен японскими бомбардировщиками D3A1 с авианосца «Рюдзё» в проливе Банка в точке с координатами 03°27′ ю. ш. 106°38′ в. д..